# Wei Zhongxian
Wèi Zhōngxián ((chinesisch 魏忠賢) auch Wei Chung-hsien), eigentlich Lǐ Jìnzhōng (chinesisch 李进忠)  (* 1568 in Suning; † 19. Oktober 1627 in der  Verbotenen Stadt in Peking/möglicherweise auch in Anhui), war ein Obereunuch aus der Zeit der Ming-Dynastie im 17. Jahrhundert.
Er zählt heute zu den finstersten Gestalten der chinesischen Geschichte, die auch zur Verschärfung der Staatskrise im 17. Jahrhundert und dem Untergang der Ming-Dynastie beigetragen haben.

## Biographie

### Aufnahme am Hof
Über Li Jingzhong Jugend ist außer dem Geburtsjahr 1568, dem Geburtsort Suning und dass er eine Frau mit Nachnamen Fang heiratete, wenig bekannt. Aufgrund seiner Infamie ranken sich in der chinesischen Geschichtsschreibung diverse Versionen über seine frühen Jahre. Der Überlieferung nach war er ein Tunichtgut und Spieler, mit der außergewöhnlichen Gabe sich einzuschmeicheln. Als er immer mehr Spiele verlor und die Schulden nicht bezahlen konnte, soll er sich laut Ming-Dynastie-Berichten mit 21 Jahren gegen Bezahlung kastrieren lassen haben, weil er sicher war, im Kaiserpalast eine Anstellung zu finden. Diese fand er auch kurz darauf am Hofe des Kaisers Wanli. Dort wurde er von dem Eunuchen Wang An begünstigt, um von Wanli bevorzugt zu werden. Obwohl Wei Analphabet war, wurde er mit Hilfe der Dame Ke, der Amme des späteren Kaisers Tianqi, ins Ritenamt berufen. Als es 1615 zu einem missglückten Attentat auf den Erbprinzen Taichang kam, angeführt von der Konkubine Zheng und dann 1620 zum plötzlichen Tod dieses neuen Ming-Kaisers, wurde sehr stark behauptet, dass Wei schon dabei seine Hand im Spiel hatte. Beim Machtantritt Tianqis im Jahre 1620 wurde er zum Leiter der kaiserlichen Grabstätten ernannt.

### Machtausübung und Festigung im Reich
Tianqi eignete sich von Anbeginn nicht für die Rolle des Himmelssohnes: Da der junge Kaiser offensichtlich an einer Lernbehinderung litt, nur am Holzbau und der Kunsttischlerei interessiert zu sein schien, nutzte Wei zusammen mit der Dame Ke die Situation aus und übernahm gemeinsam mit ihr praktisch die Macht in China.
Wei zeigte ebenfalls kein Interesse an der zerrütteten Lage des Reiches. Stattdessen ließ er Wang An ermorden, weil er ihm im Wege stand, bereicherte sich an den versiegenden Staatseinnahmen und ließ überall Tempel zu seinem eigenen Ruhm und zum Ruhm seiner Komplizen errichten, die sogenannten Tempel der Lebendigen (shengci). Der allererste Tempel entstand am Ufer des Westsees in Hangzhou, zu Ehren des Gouverneurs von Zhejiang, Pan Ruzhen. Für alle Tempel insgesamt wurden märchenhafte Summen ausgegeben.
Um seine Macht zu stärken, erhöhte Wei die Ernennungen von Günstlingen und die Zahl der fiktiven Beamten, infolgedessen griff die Korruption immer weiter um sich.
Tianqi war Wei für die angebliche Übernahme der Staatspflichten so dankbar, dass er sogar anordnete, den Obereunuch genauso zu verehren wie Konfuzius. Es machte ihm auch nichts aus, dass er nun selber bei den Frühlings- und Herbstopfern vor der Statue Weis niederzuknien und dreimal mit der Stirn den Boden zu berühren hatte.
Auch ließ Wei alle persönlichen Feinde hinrichten, jedes Mitglied der Gelehrtenkaste, dessen er habhaft werden konnte, und auch die übrigen, die sich gegen ihn stellten. Betroffen waren vor allem die Mitglieder der Donglin-Akademie, deren Autorität sich zur Zeit Wanlis eine Zeitlang hatte behaupten können und die seit 1615 auch im Konflikt mit den Eunuchen-Cliquen standen. Zu Beginn von Tianqis Amtszeit gelangten sie wieder an die Macht; ihr Einfluss war aber nur kurzzeitig. Wei spann ein Netz von Komplizenschaften und kontrollierte bald darauf mit Hilfe seiner Geheimpolizei die gesamte Verwaltung Chinas. 1621 kam es darauf zu einem Attentat auf Wei, das das Donglin-Mitglied Liu Zongzhou durchführte, der allerdings scheiterte. Von 1625 an fanden schreckliche Repressionen gegen die Mitglieder und Sympathisanten der Donglin-Partei statt, von denen viele im Gefängnis eingekerkert, gefoltert und ermordet wurden. Eine Liste mit den Namen von über 700 Verschwörern, hohen und mittleren Beamten, wurde veröffentlicht und erlaubte eine allgemeine Verfolgung. Die Akademien dieser Opposition wurden geschlossen.
Auch der Zensor Yang Lien fiel diesem Terrorregime zum Opfer: Als er sich mehrere Male in zahlreichen Richtungskämpfen innerhalb der führenden Beamtenschaft und mit den Eunuchen exponiert hatte, wagte er es 1624 Wei sogar anzuklagen. Wegen dieser Kühnheit wurde er aus seinem Amt entlassen und 1625 auf Anordnung Weis hingerichtet.
Die Dame Ke sicherte ihren Einfluss auf den Kaiser und die Staatsgeschäfte, indem sie alle übrigen Hofdamen aus dem Harem Tianqis entfernen, einsperren und schließlich verhungern ließ.

### Sturz des Obereunuchen und sein Ende
Als Tianqi am 30. September 1627 im Alter von nur 21 Jahren starb, hatte dieser keinen Thronfolger hinterlassen. Darauf versuchten Palastintriganten, ihm noch postum einen Erben unterzuschieben. Zhu Youjian, der jüngere Bruder des Kaisers ging schließlich als Sieger hervor und übernahm unter der Devise Chongzhen den Thron. Direkt nach seiner Machtübernahme entmachtete er Wei Zhongxian und all seine Anhänger sowie die Dame Ke. Über Kes Schicksal ist außer ihrem Todesjahr 1627 nichts bekannt. 
Über Weis Tod gibt es verschiedene Versionen: Nach dem Tod Tianqis soll er sich angeblich auf eigene Initiative erhängt haben, um der Rache seiner Feinde zu entgehen. Andere Quellen schreiben, dass er, von Chongzhen zur Rechenschaft gezogen, aller Ämter enthoben und zum Selbstmord durch den Strang gezwungen wurde. Aber auch eine Ermordung auf kaiserlichen Befehl in Anhui ist nicht auszuschließen. Nach seinem Tod wurde sein Leichnam ausgeweidet.

## Auswirkungen
Schon nach dem Tod des Staatsmannes Zhang Juzheng im Jahre 1582 ergriffen die zur Zeit Longqings entmachteten und korrupten Eunuchen-Cliquen wieder die politische Macht, denen es gelang, sich den staatlichen Verwaltungsapparat gefügig zu machen und ihn für ihre Zwecke zu instrumentalisieren.
Wei witterte darin seine Chance, sowohl seine Spielschulden per Kastration zu bezahlen als auch an große Macht zu kommen. Sein Desinteresse an den wirtschaftlichen und politischen Problemen Chinas trug dazu bei, dass sich die Finanzprobleme der Ming-Dynastie verschlimmerten, die schon bis dahin schlechter gewordene Lage des Volkes sich zuspitzte, es überall zu Bauernaufständen kam und auch, dass keine militärischen Vorkehrungen getroffen wurden, um der Bedrohung durch die Mandschuren unter Nurhaci und später unter dessen Sohn Huang Taiji Herr zu werden. Beim Tod Weis und der Machtübernahme Chonzhengs war China bürokratisch, finanziell, militärisch, politisch und wirtschaftlich fast völlig zerrüttet, was 1644 letztlich zum Untergang der Ming-Dynastie führte.